# Gabriel Carvalho
Gabriel Carvalho Teixeira (Porto Alegre, Brasil, 17 de agosto de 2007) es un futbolista brasileño que juega de centrocampista en el S. C. Internacional del Campeonato Brasileño de Serie A.

## Trayectoria
Nacido en Porto Alegre, Río Grande del Sur, se incorporó a las categorías inferiores del S. C. Internacional a la edad de nueve años. El 25 de agosto de 2023, firmó su primer contrato profesional con el club, tras acordar un acuerdo por tres años.
Debutó con el primer equipo -y en el Campeonato Brasileño de Serie A- el 16 de junio de 2024, sustituyendo en la segunda parte al Hyoran en la derrota a domicilio por 2-1 ante el E. C. Vitória; con 16 años, 9 meses y 30 días, se convirtió en el jugador más joven en debutar con el club en el siglo XXI, superando a Alexandre Pato.

## Estadísticas

### Clubes
Actualizado al último partido disputado el 27 de octubre de 2024.
| Club                         | Div.          | Temporada     | Liga  | Liga  | Liga   | Copas nacionales | Copas nacionales | Copas nacionales | Copas internacionales | Copas internacionales | Copas internacionales | Total | Total | Total  |
| Club                         | Div.          | Temporada     | Part. | Goles | Asist. | Part.            | Goles            | Asist.           | Part.                 | Goles                 | Asist.                | Part. | Goles | Asist. |
| ---------------------------- | ------------- | ------------- | ----- | ----- | ------ | ---------------- | ---------------- | ---------------- | --------------------- | --------------------- | --------------------- | ----- | ----- | ------ |
| S. C. Internacional · Brasil | 1.ª           | 2024-25       | 16    | 1     | 2      | 1                | 0                | 0                | 1                     | 0                     | 0                     | 18    | 1     | 2      |
| S. C. Internacional · Brasil | Total club    | Total club    | 16    | 1     | 2      | 1                | 0                | 0                | 1                     | 0                     | 0                     | 18    | 1     | 2      |
| Total carrera                | Total carrera | Total carrera | 16    | 1     | 2      | 1                | 0                | 0                | 1                     | 0                     | 0                     | 18    | 1     | 2      |